# 岡本勝 (アメリカ学者)
岡本 勝（おかもと まさる、1951年8月19日-　）は、日本のアメリカ学者、広島大学教授。
神戸市生まれ。1975年同志社大学文学部卒業。1979年ボストン・カレッジ大学院修士課程（アメリカ研究）修了。1981年ブランダイス大学大学院博士課程（アメリカ史）中退。2000年「アメリカにおけるテンペランス運動の軌跡 植民地時代から全国禁酒法まで」で広島大学学術博士。徳島文理大学短期大学部講師、助教授、1992年広島大学総合科学部助教授、総合科学研究科教授。専攻、アメリカ研究。

## 著書
- 『アメリカ禁酒運動の軌跡 植民地時代から全国禁酒法まで』ミネルヴァ書房 Minerva西洋史ライブラリー 1994
- 『禁酒法 「酒のない社会」の実験』講談社現代新書 1996
- 『アメリカにおけるタバコ戦争の軌跡 文化と健康をめぐる論争』ミネルヴァ書房 2016